# Лисов Олександр Іванович
Олександр Іванович Ли́сов (нар. 12 травня 1951, Сталіно) — український живописець; член Спілки радянських художників України з 1987 року.

## Біографія
Народився 12 травня 1951 року в місті Сталіно (нині Донецьк, Україна). Син художника Івана Лисова. 1976 року закінчив Харківський художньо-промисловий інститут, де навчався у Бориса Колесника, Василя Лозового.
Після здобуття вищої освіти працював у Кемеровському художньому училищі, де протягом 1980—1982 завідував відділом оформлювального факультету. У 1986—1990 роках обіймав посаду головного художника Донецького художньо-виробничого комбінату. Мешкав у Донецьку в будинку на вулиці Цусімській, № 81, квартира № 1.

## Творчість
Працює у галузі станкового живопису. У реалістичному стилі створює пейзажі, портрети, натюрморти. Серед робіт:
- «Натюрморт з тюльпанами» (1973);
- «Дружина» (1984);
- «Художник Іван Лисов» (1985);
- «Донька» (1987);
- «Після операції. Хірург С. Ткаченко» (1987);
- «Донецький поет Станіслав Жуковський» (2007);
- «Натюрморт» (2010);
- «Карикатурист В. Савілов» (2011);
- «Захід» (2012).

Брав участь в обласних, всеукраїнських мистецьких виставках з 1972 року. Персональна виставка відбулася у Донецьку у 2006, 2011 роках.
Окремі роботи художника зберігаються у Донецькому краєзнавчому музеї.